# Emblema

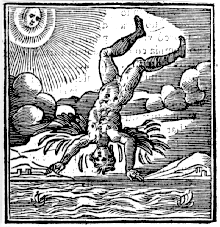
Grabado del emblema CIV del Emblematum liber (1531) de Andrea Alciato que representa a Ícaro.

Entre los siglos XV y XVIII se denominó emblema (también empresa, jeroglífico o divisa) del griego ἔμβλημα (émblema), compuesto del prefijo ἐν (en) y βάλλω (poner), que significa "lo que está puesto dentro o encerrado", a una imagen enigmática provista de una frase o leyenda que ayudaba a descifrar un oculto sentido moral que se recogía más abajo en verso o prosa.

## Origen
El emblema surgió cuando Andrea Alciato, jurisconsulto italiano, compuso 99 epigramas latinos, a cada uno de los cuales puso un título. Dedicó la obra al duque Maximiliano Sforza, y la fortuna quiso que, a través del consejero imperial Peutinger, la obra llegara a manos del impresor Steyner quien, con visión comercial, consideró lo apropiado que sería añadir una ilustración a cada epigrama. La tarea se encomendó al grabador Breuil, y el libro salió a luz en 1531 en Augsburgo con el título Emblematum liber. La obra tuvo un enorme éxito (ha alcanzado más de 175 ediciones) y pronto fue comentada o imitada por otros autores como Claude Paradin y Paolo Giovio. Torcuato Tasso escribió un Dialogo dell’imprese (Nápoles, ca. 1594) y Emanuele Tesauro compuso Il Cannocchiale Aristotelico, o sia Idea delle Argutezze Heroiche vulgarmente chiamate Imprese, et di tutta l’arte simbolica e lapidaria (Venecia, 1655). Por último, Cesare Trevisani escribió otro tratado sobre emblemática: La impresa... ampiamente da lui stesso dichiarata (Génova, 1569).

## Estructura

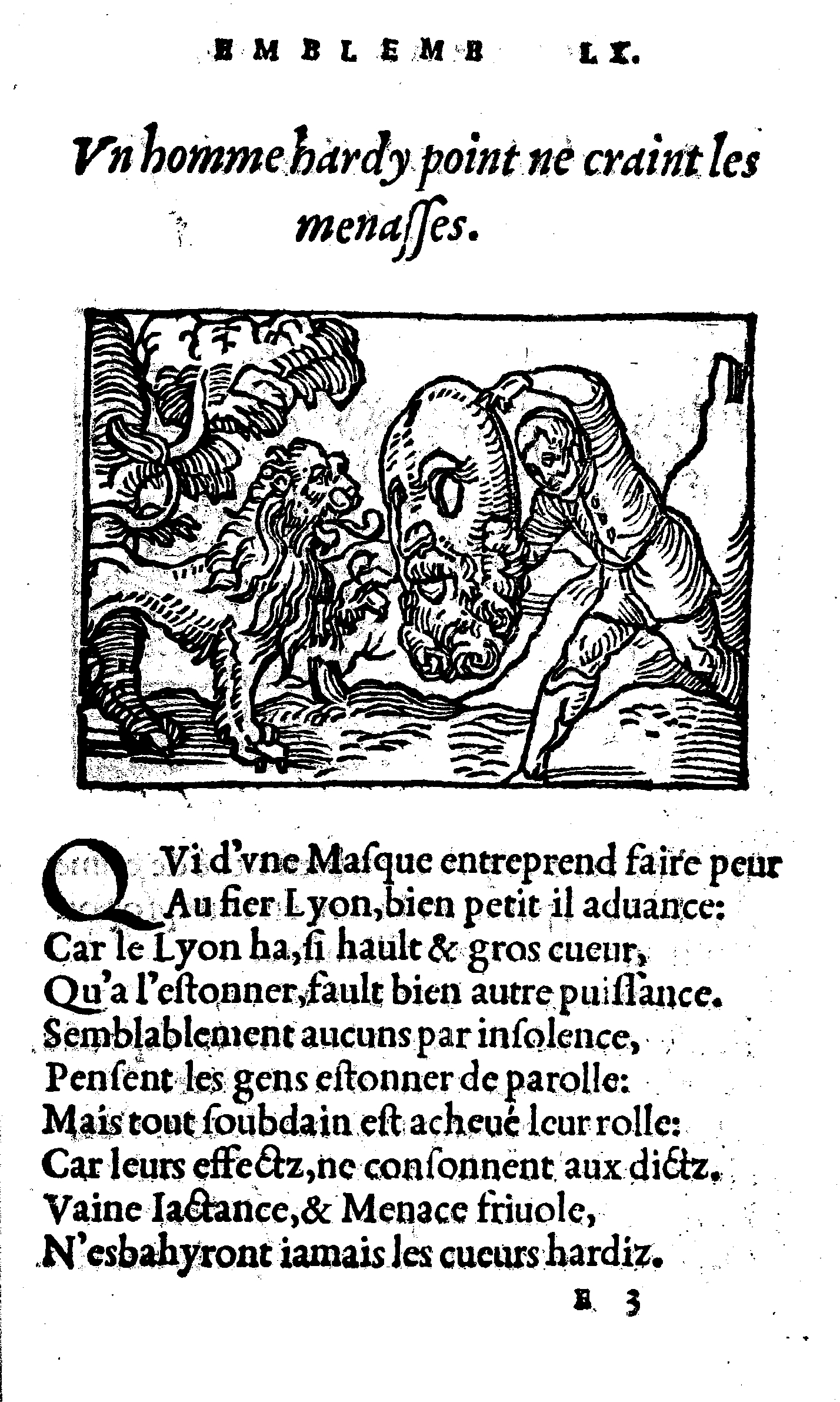
Emblema xilográfico extraído de Le Théâtre des bons engins de Guillaume de La Perrière, 1545.

El emblema clásico se compone de tres elementos:
- Una figura (pictura, icon, imago, symbolon), por lo general incisa en un grabado xilográfico o calcográfico, aunque también puede ser pintada, bordada o en taracea que a menudo denominan sus autores "cuerpo" del emblema. La imagen es de capital importancia para que el precepto moral que se pretende transmitir quede grabado en la memoria una vez descifrado el sentido. A este respecto, Diego de Saavedra Fajardo, en el prólogo de sus Empresas políticas, señala al príncipe Baltasar Carlos:

Propongo a Vuestra Alteza la idea de un Príncipe político cristiano, representada con el buril y con la pluma, para que por los ojos y por los oídos -instrumentos del saber- quede más informado el ánimo de V.A. en la sciencia del reinar y sirvan las figuras de memoria artificiosa.

A pesar de que hoy es la parte que más interesa a los historiadores del Arte, en algunos libros, sobre todo en España, se prescindió por completo de la pictura, bien porque preferían que el lector se la imaginara a partir de una descripción literaria o, sencillamente, porque era caro y no siempre posible hallar grabadores.
- Un título (inscriptio, títulus, motto, lemma) que suele ser una sentencia o agudeza, en cierto modo críptica, casi siempre en latín, que como "alma" del emblema da una pista para completar el sentido de la imagen. El mote se solía disponer encima de la figura o en el interior del grabado, en una filacteria, raramente aparece en la parte inferior y de hacerlo suelen ser versículos de los Libros Sagrados. Algunos emblemistas componían los motes, pero la mayoría procedían de sentencias tomadas de los clásicos, los Padres de la Iglesia, la Biblia... Se consideraba ejercicio encomiable saber aplicar un concepto a una sentencia preexistente.
- Un texto explicativo (subscriptio, epigramma, declaratio) que interrelaciona el sentido que transmite la pictura y expresa el mote. Con mucha frecuencia, esta explicación suele hacerse en verso, utilizando epigramas latinos o en lengua vernácula, según a qué receptor fuera destinado el mensaje. La forma del epigrama se prestaba a transmitir una descripción de la pintura y una segunda parte con la moralidad que encerraba. Durante el siglo XVI d. C. fue frecuente que el epigrama estuviera en latín; a medida que avanzaba el siglo, cada vez se ve más el epigrama en lengua vernácula, en sonetos, octavas, coplas de redondillas, silvas.... Con frecuencia, al epigrama le sigue una glosa en prosa, que amplía y aclara el significado, o que se aprovecha para mostrar erudición por parte del emblemista. Esta fórmula es muy frecuente en España, donde la glosa o declaración ocupa a veces varias páginas y es como un sermón moralizante.

## Evolución de la literatura emblemática
Se desarrolló una abundante literatura emblemática de libros que consistían en colecciones de emblemas, e incluso se compusieron ocasionalmente como pasatiempo o para decorar fiestas como parte de las arquitecturas efímeras. La imprenta contribuyó mucho a la difusión del nuevo género y pronto se extendió a otros ámbitos de la cultura, tanto desde sus iniciales temas generales de carácter moral y didáctico para cualquier hombre, como los más evolucionados hacia la especificidad de la educación de príncipes, los temas religiosos, el sermón ilustrado... (todos ellos más propios del siglo XVII d. C.). Los motivos son varios: hay emblemas que se inspiran en la Flora, otros en la Fauna (animales de tierra, mar y aire), otros en la mitología clásica, otros en la historia, o en temas bíblicos, o en objetos diversos que por sus características ayudan a fijar en la memoria la moralidad.
En España, donde la imprenta pasaba grandes dificultades, la emblemática no encontró pronto una vía fácil para producir obras impresas. La necesidad de grabadores para las imágenes era una dificultad añadida a las ya existentes. Por ello, las primeras manifestaciones de que se conoce este género y se aprecia se dan en España en los festejos públicos que levantan aparatos de arte efímero; en muchas relaciones de sucesos de carácter festivo se hallan descripciones de los programas iconográficos que se utilizaron para celebrar entradas de reyes o exequias de personajes ligados a la monarquía en donde se advierte la utilización de emblemas y epigramas en la forma canónica mucho antes de que existieran libros de emblemas españoles. Lamentablemente, de este material, destinado a desaparecer en el momento en que se retiraban los aparatos y catafalcos, no ha quedado más rastro que dichas descripciones.
En los inicios del género y durante el siglo XVI d. C., lo que interesó a los emblemistas fue, sobre todo, el aspecto utilitario y didáctico del emblema. El poder suasorio de las imágenes las convertía en una herramienta didáctica o de propaganda para enseñar el camino de la virtud. En los programas didácticos de los jesuitas se enseñaba a sus alumnos la práctica de elaborar emblemas, como se ve en la Ratio Studiorum. Así pues, para una persona culta de nuestro Siglo de Oro el ingenio de que tenía que hacer alarde le obligaba al uso constante de referencias y alusiones simbólicas. Pintores, poetas, cortesanos, tenían el deber de conocer obras impresas en Venecia, Lyon, Augsburgo o Amberes que ofrecían ese material apetecido. Cuando bien entrado el siglo XVIII d. C. va desterrándose el gusto por la agudeza basado en ostentar el ingenio exprimiendo el pensamiento analógico y de correspondencias, los emblemas van cayendo en desuso. 

## Autores españoles de emblemas

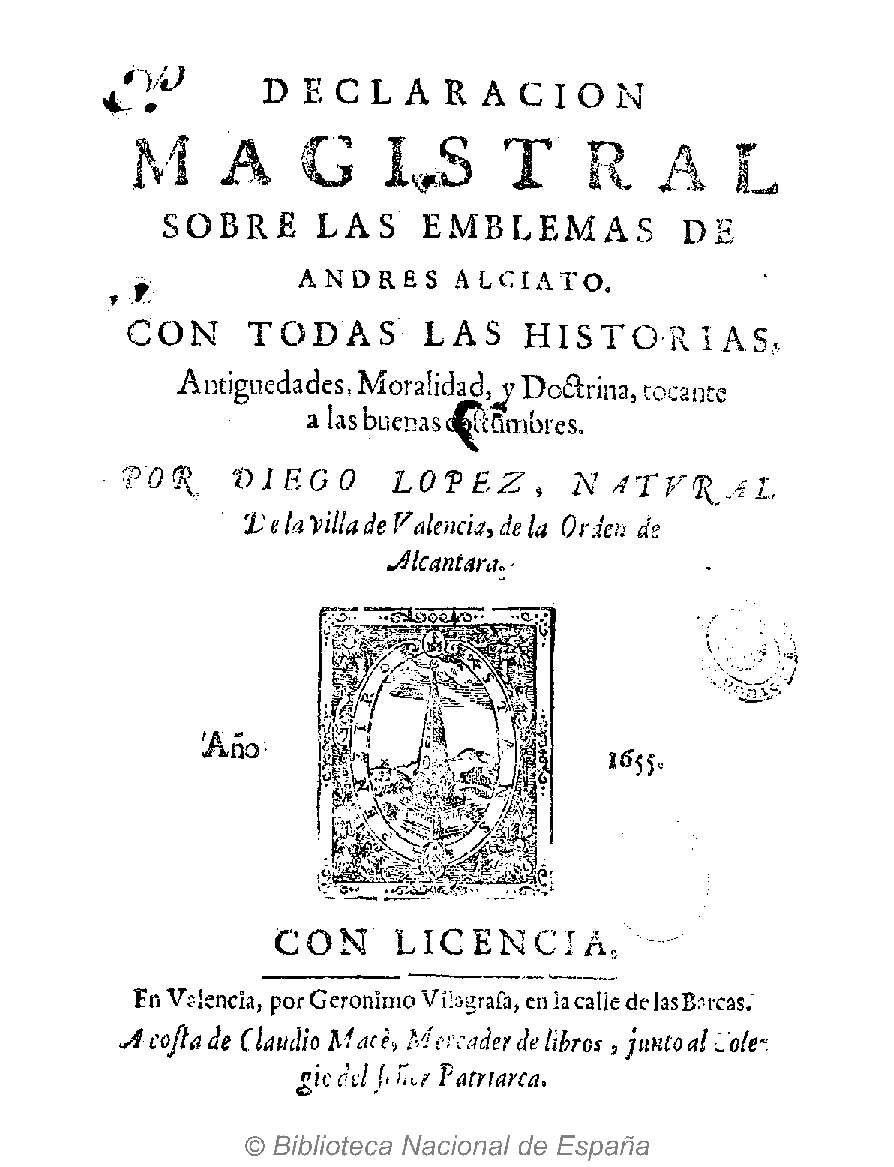
Declaración magistral sobre las emblemas de Adres Alciato. Comentado por Diego López, 1655.

El libro de Alciato se tradujo al francés dos veces, en 1536 y 1549, así como al alemán en 1542, y a otras lenguas; al castellano fue vertido por Bernardino Daza, "Pinciano", esto es, natural de Valladolid (Lyon, 1549) y recibió los comentarios de Diego López (Declaración magistral sobre los Emblemas de Andrés Alciato, Valencia, 1615), del gran humanista Juan de Mal Lara (Comentario de los Emblemas de Alciato) y del Brocense (Comment. in And. Aciati Emblemata, Lugduni, 1573). La literatura emblemática española tuvo en España sobre todo contenido moral y religioso (es frecuente la denominación emblema moral o emblema moralizada), salvo tal vez en el caso de Diego de Saavedra Fajardo y de Juan de Solórzano, que pretendieron dar a sus emblemas un carácter exclusivo de enseñanza a príncipes y gobernantes para el buen gobierno, por más que también se les vea contenido moral, al prescindir en sus apercibimientos de la amoralidad política propugnada por Maquiavelo. 
Entre los autores más célebres de emblemática española están Juan de Borja, Juan de Horozco y Covarrubias, Hernando de Soto, Sebastián de Covarrubias y Orozco, Juan Francisco de Villava, Diego de Saavedra Fajardo y Juan de Solórzano y Pereyra. Especial es el caso del dominico manchego Antonio de Lorea, por estructurar su colección de emblemas en cierto marco narrativo. También son importantes, pero de menor trascendencia, los de Francisco de Guzmán, Cristóbal Pérez de Herrera, Pedro de Bivero, Juan Francisco Fernández de Heredia y Francisco Núñez de Cepeda.

## Los emblemas como elemento arquitectónico
A veces se incorporaban emblemas a la arquitectura sólida o efímera. El ejemplo más notorio está quizá en los Siete emblemas de la Universidad de Salamanca, compuestos probablemente por el humanista andaluz Fernán Pérez de Oliva y situados en el antepecho de la misma en el siglo XVI d. C..

## Colecciones de emblemas
- Alciato, Andrea (tr. B. Daza Pinciano), Los Emblemas traducidos en rhimas españolas (Lyon 1549)
- Baños de Velasco, Juan, L. Anneo Séneca ilustrado en blasones políticos y morales(Madrid 1670)
- Borja, Juan de, Empresas Morales (Praga 1581; segunda edición ampliada: Bruselas 1680)
- Borja, Juan de, Emblemata Moralia (Berlín 1697), traducción latina de las Empresas Morales
- Borja, Juan de, Moralische Sinn-Bilder (Berlín 1698), traducción alemana de las Empresas Morales
- Sebastian Brant, La nave de los necios, edición y estudio de Antonio Regales Serna, Akal, Madrid, 1998, ISBN 84-460-1001-1
- Bundeto, Carlos, El espejo de la muerte (Amberes? 1700)
- Covarrubias y Horozco, Sebastián, Emblemas morales (Madrid 1610)
- Fernández de Heredia, Juan Francisco, Trabajos y afanes de Hércules, floresta de sentencias y exemplos (Madrid 1682)
- Gambart, Adrien, Vida simbólica del glorioso S. Francisco de Sales (tr. de Francisco Cubillas y Pedro Godoy) (Madrid 1688)
- Garau, Francisco (S.J.), El Sabio instruido de la Naturaleza (Barcelona 1691)
- Garau, Francisco (S.J.), El Olimpo del Sabio instruido de la Naturaleza (Barcelona 1691)
- Garau, Francisco (S.J.), Tercera parte del Sabio instruido de la Naturaleza (Madrid 1700)
- Garau, Francisco (S.J.), El Sabio instruido de la Gracia, I-II (Barcelona 1703)
- Guzmán, Francisco de, Triumphos morales (Alcalá de Henares 1565)
- Holbein, Hans, Retratos o tablas de las historias del Testamento Viejo (Lyon 1543)
- Holbein, Hans, Historiarum Veteris Testamenti icones, ad vivum expressae (Lyon 1543), original en latín y francés de los Retratos
- Horozco y Covarrubias, Juan de, Emblemas morales (Segovia 1591, editio optima)
- Horozco y Covarrubias, Juan de, Sacra symbola (Agrigento 1601)
- Hugo, Herman (tr. de Pedro de Salas, S.J.), Affectos divinos con emblemas sagradas (Valladolid 1658)
- Iglesia, Nicolás de la, Flores de Miraflores: Geroglíficos sagrados (Burgos 1659)
- Izquierdo, Sebastián (S.J.), Práctica de los Exercicios Espirituales de Nuestro Padre San Ignacio (Roma 1675)
- Izquierdo, Sebastián (S.J.), Praxis exercitiorum spiritualium S. Ignatii (Roma 1695)
- Izquierdo, Sebastián (S.J.), Pratica di alcuni esercitii spirituali di S. Ignatio (Roma 1695)
- Libro de las honras que hizo la Compañía de Jesús de Madrid a María de Austria (Madrid 1603)
- Lorea, Antonio de, David pecador y David penitente: empresas morales político-cristianas (Madrid 1674)
- Mendo, Andrés (S.J.), Príncipe perfecto y ministros ajustados, documentos políticos y morales (Lyon 1662, editio optima)
- Montalvo, Francisco Antonio de, Noticias fúnebres de las Exequias de María Luisa, Reina de las Españas (Palermo 1689)
- Monzón, Francisco de, Norte de Ydiotas (Lisboa 1563)
- Núñez de Cepeda, Francisco (S.J.), Idea del Buen Pastor copiada por los sanctos doctores representada en empresas (Lyon 1688, editio optima)
- Ortí, Marco Antonio, Siglo cuarto de la conquista de Valencia (Valencia 1640)
- Ortiz, Lorenzo (S.J.), Memoria, entendimiento y voluntad. Empresas que enseñan y persuaden su buen uso en lo moral y en lo político (Sevilla 1677)
- Ortiz, Lorenzo (S.J.), Ver, oír, oler, gustar, tocar. Empresas que enseñan y persuaden su buen uso en lo político y en lo moral (Lyon 1687)
- Pérez, Antonio, Retrato al vivo del natural de la fortuna (Rhodanusia [París?] 1625)
- Pérez de Herrera, Cristóbal, Proverbios morales y consejos cristianos (Madrid 1618)
- Remón, Alonso, Discursos elógicos y apologéticos. Empresas y divisas sobre san Pedro de Nolasco (Madrid 1627)
- Rodríguez de Monforte, Pedro, Descripción de las honras que se hicieron a Don Felipe Quarto... (Madrid 1666)
- Rojas y Ausa, Juan de, Representaciones de la verdad vestida ... sobre las siete Moradas de Santa Teresa de Jesús (Madrid 1679, editio optima)
- Saavedra Fajardo, Diego de, Idea de un príncipe político cristiano (Milán 1642, editio optima)
- Saavedra Fajardo, Diego de, L’idea di un príncipe político christiano (Venecia 1648), traducción italiana del Príncipe, con dos diferentes series de ilustración (Venecia 1648 y Venecia 1678)
- Saavedra Fajardo, Diego de, Idea principis christiano-politicis (Bruselas 1649), traducción latina del Príncipe
- Saavedra Fajardo, Diego de, Le prince chrestien et politique (Ámsterdam 1668), traducción francesa del Príncipe
- Saavedra Fajardo, Diego de, The Royal Politician Represented in One Hundred Emblems (Londres 1700), traducción inglesa del Príncipe
- Solórzano Pereira, Juan, Emblemata regio-política in centuriam una redacta (Madrid 1650)
- Soto, Hernando de, Emblemas moralizadas (Madrid 1599).
- Vaenius, Otto, Teatro moral de la vida humana en cien emblemas (Bruselas 1672)
- Vaenius, Otto, Emblemata Horatiana (Amberes 1607), original en latín del Teatro moral
- Vaenius, Otto, Amoris divini emblemata (Amberes 1615)
- Villava, Juan Francisco de, Empresas espirituales y morales (Baeza 1613)
- Zárraga, Francisco de, Séneca, juez de sí mismo, impugnado, defendido, e ilustrado (Burgos 1684)